# Julien Garnier
Julien Garnier (Connerré, 6 janvier 1642 - Québec, 30 janvier 1730) est un missionnaire jésuite français.

## Biographie
Il entre dans la Compagnie de Jésus en 1660 et arrive au Canada en 1662. Il est, en 1668, le premier jésuite ordonné en Nouvelle-France et est envoyé en mission chez les Onneiouts, chez les Onondagas puis chez les Sénécas (1671). 
En 1683, il tente en vain d'arrêter l'offensive du gouverneur La Barre contre les Sénécas et doit finalement fuir. En 1689, il entre dans la congrégation de Saint-Maur et devient le collaborateur à Paris de Jean Mabillon.
Il ne revient au Québec qu'en 1701, mais, à cause de l'expédition Schuyler doit de nouveau partir. 